# Accordi della Giamaica
Gli accordi della Giamaica sono il seguito della riunione di Kingston (Giamaica), avvenuta il 7 e l’8 gennaio 1976, del Comitato interinale del Fondo Monetario Internazionale (FMI), il quale mette fine definitivamente al sistema monetario delle parità fisse ma aggiustabili. Questi accordi sono la conferma ufficiale dell’abbandono del ruolo legale internazionale dell’oro.

## Contesto
Gli accordi di Bretton Woods (1944) hanno definito le grandi linee del sistema finanziario internazionale fin dalla fine della
Seconda Guerra Mondiale. Tuttavia, nessun controllo fu instaurato nell’ambito di questi accordi sulla quantità di dollari statunitensi emessi. Gli Stati Uniti hanno la possibilità di non rispettare i loro impegni verso i conti con l’estero. Negli anni ’60, i paesi che esportano di più verso gli Stati Uniti accumulano immense riserve in dollari che danno origine ad altrettante emissioni nella propria moneta, alimentando un’inflazione sempre più inquietante.
La Repubblica Federale Tedesca, paese esportatore molto sensibile in materia di inflazione, provoca la fine del sistema in atto, presentando richieste di rimborso in oro dei dollari in eccesso. Non volendo veder sparire la propria riserva aurea, gli Stati Uniti sospendono la convertibilità del dollaro in oro il 15 agosto 1971. Il sistema dei tassi di cambio fissi crolla definitivamente nel marzo 1973 con l’adozione del regime dei cambi flessibili, ovvero dei cambi che si stabiliscono in funzione delle forze del mercato.
Dopo il fallimento del Serpente Monetario Europeo, i responsabili europei cercano un nuovo approccio per assicurare la stabilità delle loro valute. Allo stesso tempo, l’8 gennaio 1976, i ministri delle finanze che formano il Comitato interinale del Fondo Monetario Internazionale (FMI), presieduto dal ministro belga Willy De Clercq, adottano a
Kingston una riforma del sistema monetario internazionale. Gli “Accordi della Giamaica” rendono infatti legale il sistema dei tassi di cambio flessibili e mettono fine al regime delle parità fisse ma aggiustabili. Di fatto, si tratta semplicemente di una regolarizzazione, visto che le valute fluttuavano già dal 19 marzo 1973.

## Punti fondamentali
Gli accordi della Giamaica si appoggiano su tre disposizioni fondamentali:
- l’abbandono del sistema dei tassi di cambio fissi e il riconoscimento legale del nuovo sistema di tassi di cambio;
- il ruolo di sorveglianza attribuito al FMI;
- l’eliminazione del ruolo dell’oro nel Sistema Monetario Internazionale e il ruolo preponderante attribuito ai Diritti Speciali di Prelievo (DSP).

## Analisi e conseguenze
Dominati dalla potenza americana, gli accordi della Giamaica danno un’apparenza collaborativa a un sistema basato sull’assenza di collaborazione.

Tuttavia, se gli accordi prendono atto del fatto che alcuni paesi hanno rinunciato a partire dalla seconda svalutazione del dollaro nel 1973 ad avere delle parità fisse, gli obiettivi sono riaffermati:
“Riconoscendo che l’obiettivo fondamentale del sistema monetario internazionale è quello di fornire un contesto che faciliti lo scambio di beni, di servizi e di capitale tra i paesi, e che sostenga una crescita economica sana, e che un obiettivo principale consiste nel proseguimento dello sviluppo delle condizioni dell’ordine che è alla base della stabilità economica e finanziaria, ogni membro si impegna a collaborare con il Fondo e con gli altri membri per assicurare dei meccanismi di cambio ordinati e per promuovere un sistema di tassi di cambio stabili”.
Questo richiamo degli obiettivi di base degli accordi iniziali presi a Bretton Woods è un “omaggio del vizio alla virtù”, richiesto dagli Europei e accettato dagli Americani perché non risulta in alcun caso vincolante.
In verità, la sorveglianza del FMI non eserciterà mai il suo potere sugli Stati Uniti, la cui moneta avrà a che fare con delle fluttuazioni molto forti (fino al doppio) e i cui deficit della bilancia dei pagamenti provocheranno un’immensa emissione di crediti, che è all’origine di numerose crisi.
Jacques de Larosière, il quale rappresentava la Francia al tavolo dei negoziati, nella sua opera “50 ans de crises financières” (“50 anni di crisi finanziarie”, 2016) ritorna su queste conseguenze:
“All’epoca, si è sottostimata la portata del crollo del sistema di Bretton Woods. Si è visto con la pratica quanto la fluttuazione delle monete abbia incoraggiato il lassismo monetario e di bilancio, i cui effetti accumulati ci schiacciano oggi. Come è possibile immaginare che un tale regime di libertà incontrollata possa essere compatibile con una cooperazione economica mondiale e con la stabilità del sistema finanziario? Sebbene sia stata denunciata troppo di rado, questa successione di conseguenze della decisione dell’agosto 1971 è, a mio avviso, all’origine del numero di disequilibri strutturali al giorno d’oggi”.
Il debito totale degli Stati Uniti, che costituiva circa il 180% del PIL nel 1976, raggiungerà il 356,7% del PIL nel giugno 2008 (6788,1 miliardi di dollari). I disequilibri delle bilance commerciali, dei saldi di bilancio e del risparmio privato sono all’origine della crisi finanziaria mondiale iniziata nel settembre 2008.
Gli accordi della Giamaica hanno permesso al FMI di continuare la sua attività dal punto di vista amministrativo, anche se ha perso il ruolo reale e centrale che gli veniva attribuito dagli accordi di Bretton Woods. Tuttavia, la crisi d’identità del FMI non smetterà di peggiorare. A partire dal 1976, l’istituzione inizia a
sostenere i paesi emergenti che hanno visto un sovraindebitamento. Il FMI propone a questi paesi di applicare delle riforme economiche strutturali in cambio di prestiti. Questa politica è però fortemente contestata.
Il conflitto tra gli europei e gli americani, che non aveva visto più sviluppi dai tempi di Kingston, riemergerà nuovamente. Infatti,
entrambi si ritroveranno allo stesso modo nelle discussioni successive alla crisi del 2008, che puntano ad accordare al FMI un ruolo di controllo molto più importante in seguito al crollo finanziario.